# Бале (Коњиц)
Бале је насељено место у Босни и Херцеговини у општини Коњиц у Херцеговачко-неретванском кантону које административно припада Федерацији Босне и Херцеговине. Према прелиминарним резултатима пописа 2013. у несељу су укуно живела 64 становника.

## Становништво
По попису становништва из 1991. у насеље Бале је имало 132 становника. Сви становници су били Муслимани. Муслимани се данас углавном изјашњавају као Бошњаци. Према попису из 2013. број становника се преполовио и сада их је 64 који живе у 19 домаћинстава.

### Кретање броја становника по пописима
| година пописа  | 1948. | 1953. | 1961. | 1971. | 1981. | 1991. | 2013. |
| бр. становника | —     | —     | 105   | 119   | 117   | 132   | 64    |